# Saint-Amand-Villages
Saint-Amand-Villages – gmina we Francji, w regionie Normandia, w departamencie Manche. W 2013 roku liczba ludności wynosiła 2590 mieszkańców. 
Gmina została utworzona 1 stycznia 2017 roku z połączenia dwóch ówczesnych gmin: Placy-Montaigu oraz Saint-Amand. Siedzibą gminy została miejscowość Saint-Amand.